# Euproctis dana
Euproctis dana är en fjärilsart som beskrevs av Swinhoe 1903. Euproctis dana ingår i släktet Euproctis och familjen tofsspinnare. Inga underarter finns listade i Catalogue of Life.